# Aéroport Wilson (Kenya)
Pour les articles homonymes, voir Wilson.
L’aéroport Wilson est, après l'aéroport international Jomo Kenyatta, le deuxième aéroport civil de Nairobi. Il est utilisé par quatre compagnies aériennes à bas prix pour des vols intérieurs et quelques vols internationaux vers les pays voisins du Kenya ainsi que par l'aviation d'affaires. C'est aussi la base de l'aéroclub Aero Club of East Africa.

## Historique
C'est entre 1928 et 1929 qu'est construit au sud-est de la zone de Langata et sous le nom de Nairobi Aerodrome (« aérodrome de Nairobi ») le nouvel aérodrome de Nairobi en remplacement du Ngong Landing Field (« aérodrome de Ngong ») situé dans la zone, plus éloignée de la capitale, de Dagoreti. Le vol inaugural, effectué par quatre Fairey IIIF de la Royal Air Force a lieu le 19 février 1929.
À partir de 1933, il est utilisé par le service postal aérien de l'Imperial Airways comme étape entre le Royaume-Uni et le dominion de l'Afrique du Sud.
Entre 1939 et 1945, l'aérodrome civil est transformé en base aérienne de la RAF.
En 1962, il est rebaptisé Wilson Airport (« aéroport Wilson ») en l'honneur de Florence Kerr-Wilson, créatrice, en 1928, de la Wilson Airways, la première ligne commerciale aérienne de la colonie et protectorat du Kenya.

## Situation
| Amboseli Bamburi Bungoma Eldoret Eliye Springs Garissa Hola Homa Bay Nairobi · J. Kenyatta Kalokol Kericho Kilaguni Kisumu Kitale Liboi Lodwar Loiyangalani Lokichogio Malindi Mandera Marsabit Mombasa Moyale Nakuru Nanyuki Nyeri Samburu Ukunda Wajir Nairobi · Wilson |

## Statistiques
Pour des raisons techniques, il est temporairement impossible d'afficher le graphique qui aurait dû être présenté ici.

Voir la requête brute et les sources sur Wikidata.

## Compagnies aériennes et destinations
| Compagnies       | Destinations |
| ---------------- | --- |
| Airkenya Express | - Amboseli (en), - Kilimandjaro, - Lamu (Manda), - Lewa Downs, - Mara Serena (en), - Malindi (en), - Meru, - Nanyuki, - Samburu (en), - Ukunda/Diani (en)                       |
| Fly Tristar      | Eldoret, Lodwar, Malindi (en), Mombasa-Moi, Ukunda/Diani (en) |
| Renegade Air     | Kisumu |
| Safarilink       | - Amboseli (en), - Kilaguni, - Kilimandjaro, - Kiwayu, - Lamu (Manda), - Lewa Downs, - Mara Serena (en), - Naivacha, - Nanyuki, - Samburu (en), - Ukunda/Diani (en), - Zanzibar |
| Skyward Express  | - Eldoret, - Kitale, - Lamu (Manda), - Lodwar, - Malindi (en), - Mombasa-Moi, - Ukunda/Diani (en)                                                                               |

Edité le 15/11/2023

## Pistes et équipement
- Pistes
  - piste 07/25 : longueur 1 462 m, largeur 22 m, PCN 15FBXU ;
  - piste 15/33 : longueur 1 540 m, largeur 23 m, PCN 15FBXU.
- Aide à la navigation :
  - fréquence de la tour de contrôle : 118,1 MHz
  - VOR-DME : fréquence 113,1 MHz ;
  - ILS : néant ;
  - éclairage pistes :
    - piste 07/25 : LIRL[3] ainsi que, uniquement pour la piste 07, PAPI,
    - piste 15/33 : néant.
- Compagnies pétrolières accréditées : Kenya Shell, Total/Caltex
- Heures d'activité : de 3 h 30 à 17 h 30

## Connexions
- Vols réguliers :
  - Airkenya Express : Amboseli, Kilimandjaro, Lamu, Lewa, Malindi, Masai Mara, Nakuru, Nanyuki, Samburu, Ukunda ;
  - Aircraft Leasing Services : Lodwar, Lokichogio, Rumbek ;
  - Delta Connection : Djouba, Rumbek, Yei ;
  - Safarilink Aviation : Amboseli, Kilaguni, Kilimandjaro, Kiwayu, Lamu, Lewa, Masai Mara, Naivasha, Nanyuki, Samburu, Ukunda.
- Vols nolisés :
  - Airkenya Express : Bamburi
  - Aero Club of East Africa : safari aériens.

## Accidents
- 24 décembre 1968, un Douglas C-47 Skytrain de la police kényane s'écrase, à cause d'un manque d'entretien, tuant les trois occupants[4].
- 9 novembre 2009, un Beechcraft 1900 de la compagnie kényane Blue Bird Aviation avec deux personnes à bord s'écrase lors de son atterrissage tuant un des occupants[5].
- Accidents sans issue mortelle : dix accidents[6].